# United We Stand/Say a Prayer
United We Stand/Say a Prayer è il secondo singolo dei Brotherhood of Man, pubblicato nel 1970 dalla London, che anticipa l'album United We Stand.

## Tracce
Testi di Tony Hiller, musiche di John Goodison; edizioni musicali Mills Music.
1. United We Stand – 2:34
2. Say a Prayer – 3:13

## Classifiche

### Settimanali
| Classifica (1970)                          | Posizione massima |
| ------------------------------------------ | ----------------- |
| Australia (KMR)                            | 8                 |
| Canada RPM Top Singles                     | 9                 |
| Irlanda (IRMA)                             | 16                |
| Regno Unito (OCC)                          | 10                |
| Stati Uniti (Billboard Hot 100)            | 13                |
| Stati Uniti (Billboard Adult Contemporary) | 15                |
| Stati Uniti (Cash Box Top 100)             | 13                |

### Fine anno
| Classifica (1970)               | Posizione massima |
| ------------------------------- | ----------------- |
| Australia                       | 52                |
| Stati Uniti (Billboard Hot 100) | 64                |
| Stati Uniti (Cash Box)          | 79                |